# Ulisses Jerevan
Ulisses Jerevan (armeniska: Ուլիս Ֆուտբոլային Ակումբ, Ulis Futbolajin Akumb) varr en armenisk fotbollsklubb från huvudstaden Jerevan. Klubben spelar i armeniska fotbollsligan och vann ligan för första gången säsongen 2011. Ulisses spelar sina hemmamatcher på Hrazdan stadion, som tar in knappt 55 000 åskådare. Ulisses reservlag heter Sjengavit och spelar i landets näst högsta division.
Ulisses bildades år 2000 som Dinamo-2000. År 2004 bytte klubben namn till Dinamo-Zenit, innan den år 2006 fick sitt nuvarande namn.
Säsongen 2010/2011 spelade klubben för första gången i Uefa Europa League. Man fick möta israeliska Bnei Yehuda och åkte ut efter sammanlagt 1-0 till den israeliska klubben. Året därpå fick man delta i Europa League igen och lottades denna gång mot ungerska Ferencváros TC. I den första matchen förlorade man med 2-0 vilket följdes upp av en 3-0-förlust som innebar att Ulisses åkte ur turneringen.

## Titlar
- Armeniska fotbollsligan: 1
2011; [1]

## Säsong för säsong
| Säsong    | Nivå | Liga           | Pos. | Referens |
| --------- | ---- | -------------- | ---- | -------- |
| 2009      | 1    | Premier League | 3    | [ 2 ]    |
| 2010      | 1    | Premier League | 3    | [ 3 ]    |
| 2011      | 1    | Premier League | 1    | [ 4 ]    |
| 2012/2013 | 1    | Premier League | 6    | [ 5 ]    |
| 2013/2014 | 1    | Premier League | 7    | [ 6 ]    |
| 2014/2015 | 1    | Premier League | 2    | [ 7 ]    |
| 2015/2016 | 1    | Premier League | 8    | [ 8 ]    |